# 代官山站
代官山站（日语：／ Daikan-yama eki */?）是位於日本東京都澀谷區代官山町，屬於東急電鐵東橫線的鐵路車站。車站編號是TY02。

## 歷史
- 1927年（昭和2年）8月28日[2] - 東京橫濱電鐵澀谷 - 丸子多摩川通車，本站啟用。
- 1942年（昭和17年）5月26日 - 戰時合併，成為東京急行電鐵車站。
- 1986年（昭和61年）4月1日 - 為解決部分車門無法靠站，澀谷側設置臨時站。同時舊站房開始改建工程。
- 1989年（平成元年）3月23日 - 現站房啟用。
- 2013年（平成25年）3月16日 - 與東京地下鐵副都心線相互直通運轉，本站～澀谷間地下化。地下化工程在夜間進行。

## 車站結構

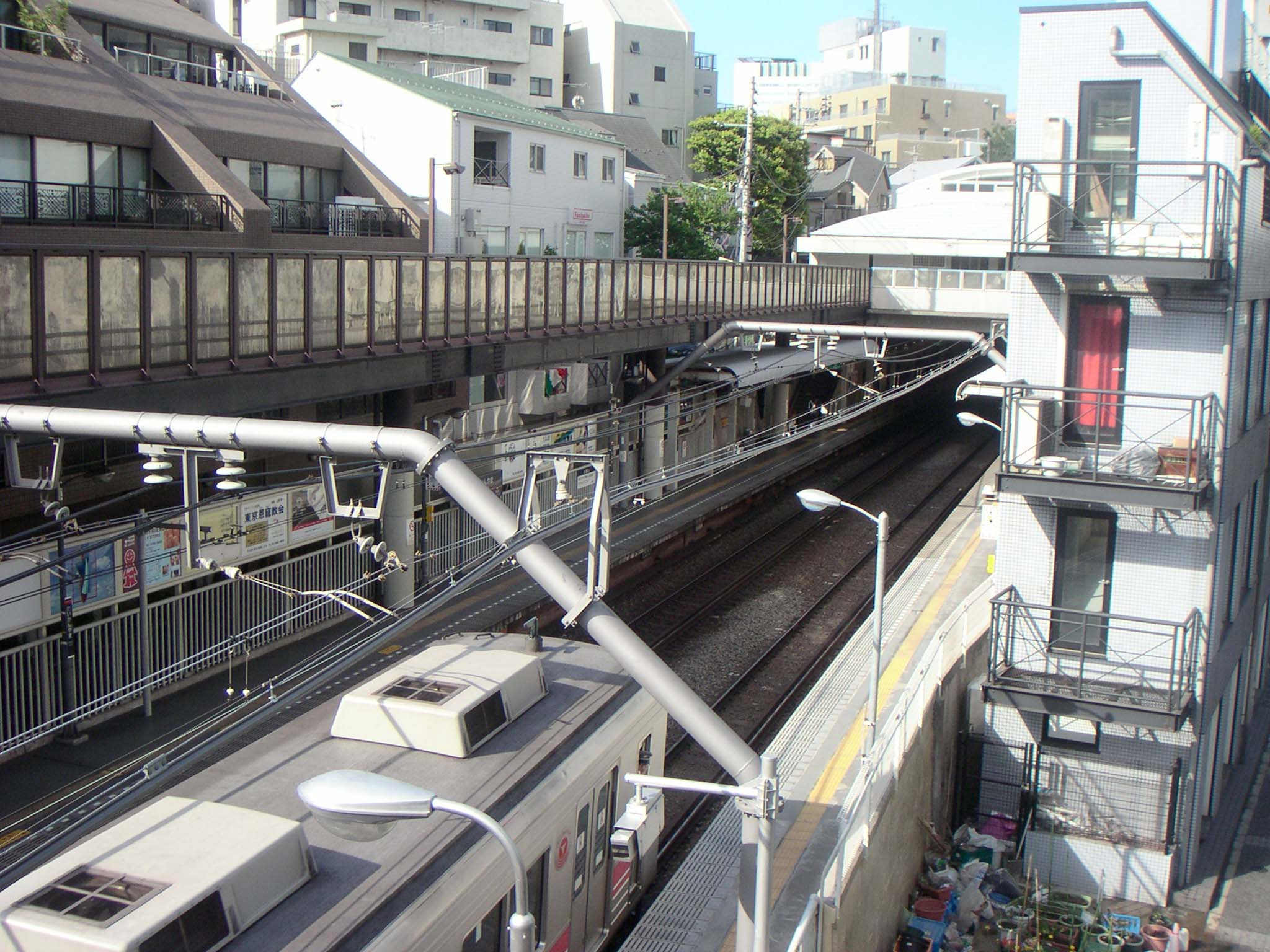
上行月台出發的列車

本站為相對式月台2面2線、跨站式站房形式的地面車站。因位於坡上，往中目黑站方向月台有一部份在隧道內。為與東京地下鐵副都心線相互直通運轉，澀谷站至代官山站將會地下化。
以前月台在隧道與平交道之間，月台長度短，20公尺車輛（8000系等）僅能停靠5輛，18公尺車輛（7000系等）僅能停靠6輛。因此，18公尺車輛8輛編組列車與20公尺車輛6、7輛編組列車的中目黑側1～2輛車廂的車門無法開啟。之後在進行廢除平交道、月台延伸工程後，月台可停靠8輛編組列車，消除部分車門無法靠站的狀況。同為澀谷站鄰站的京王井之頭線神泉站也有類似狀況。
另外，月台延伸問題也引起反對平交道廢除等的聲浪。甚至也有部分地方民眾認為本站距離近鄰的中目黑站與惠比壽站不遠，「何不廢除代官山站？」，引起了地方運動。最終，代官山站得以保留，並廢除平交道，月台往隧道延伸。
為了2013年（平成25年）3月16日開始與東京地下鐵副都心線相互直通運轉，澀谷站至本站區段進行地下化工程。地下化工程同時也改善本站往澀谷方向的斜坡，同時廢除澀谷1號平交道。
由於周邊難以取得用地鋪設臨時線路，因此本站地下化工程採取已在目黑站等站實行的「STRUM工法」。另外，地下化工程完工後，站內增設月台門與優等列車對應通道。停車位置也往元町·中華街方向移動兩公尺，月台往澀谷方向延伸兩輛列車長度。

### 月台配置
| 月台 | 路線   | 方向 | 目的地                                                   |
| ---- | ------ | ---- | -------------------------------------------------------- |
| 1    | 東橫線 | 下行 | 中目黑、自由丘、橫濱、 港未來線 元町·中華街方向          |
| 2    | 東橫線 | 上行 | 澀谷、 副都心線 池袋、 池袋線 所澤、 東上本線 川越市方向 |

（來源：東急電鐵:車站構內圖（页面存档备份，存于））

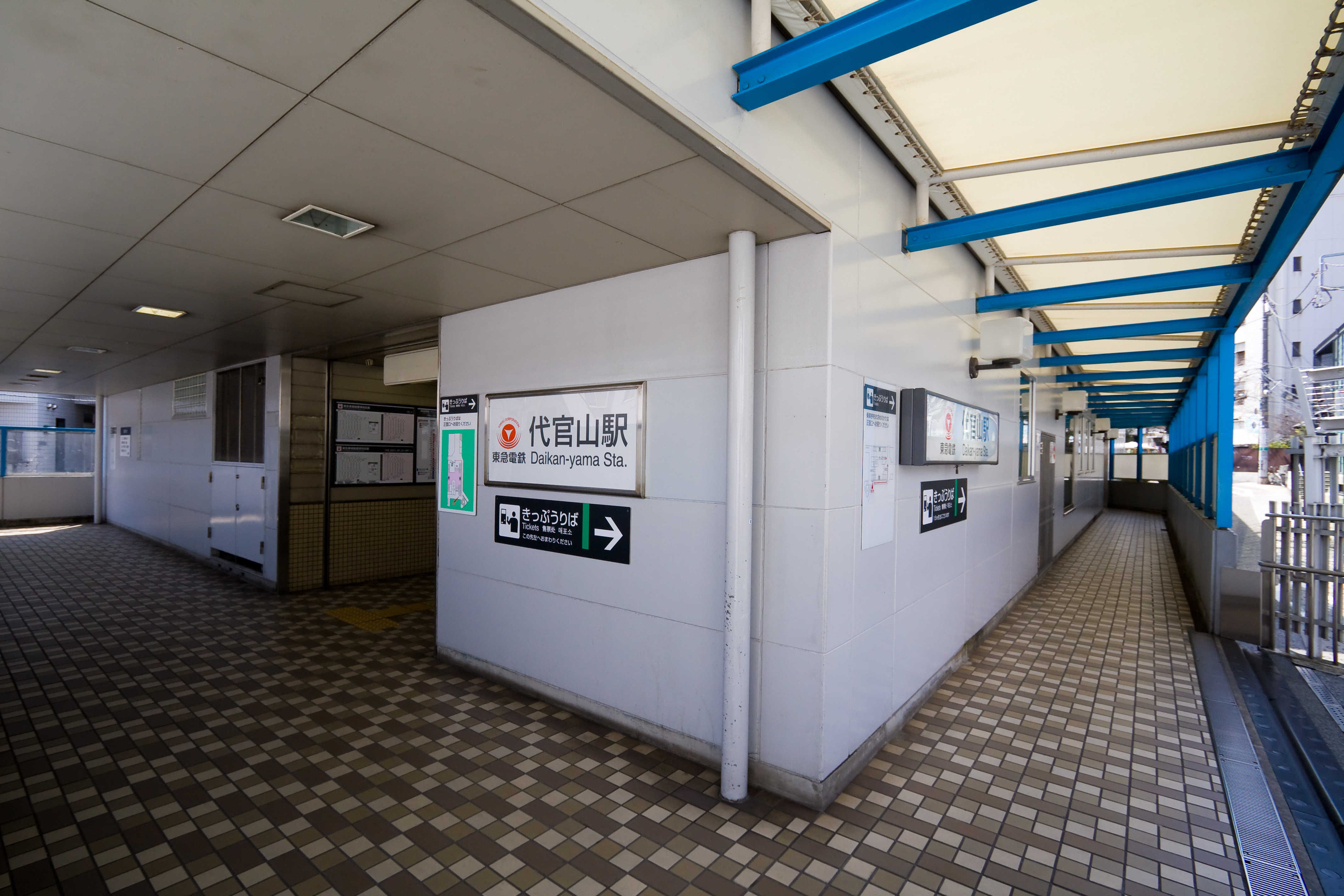
北口（2010年3月20日）
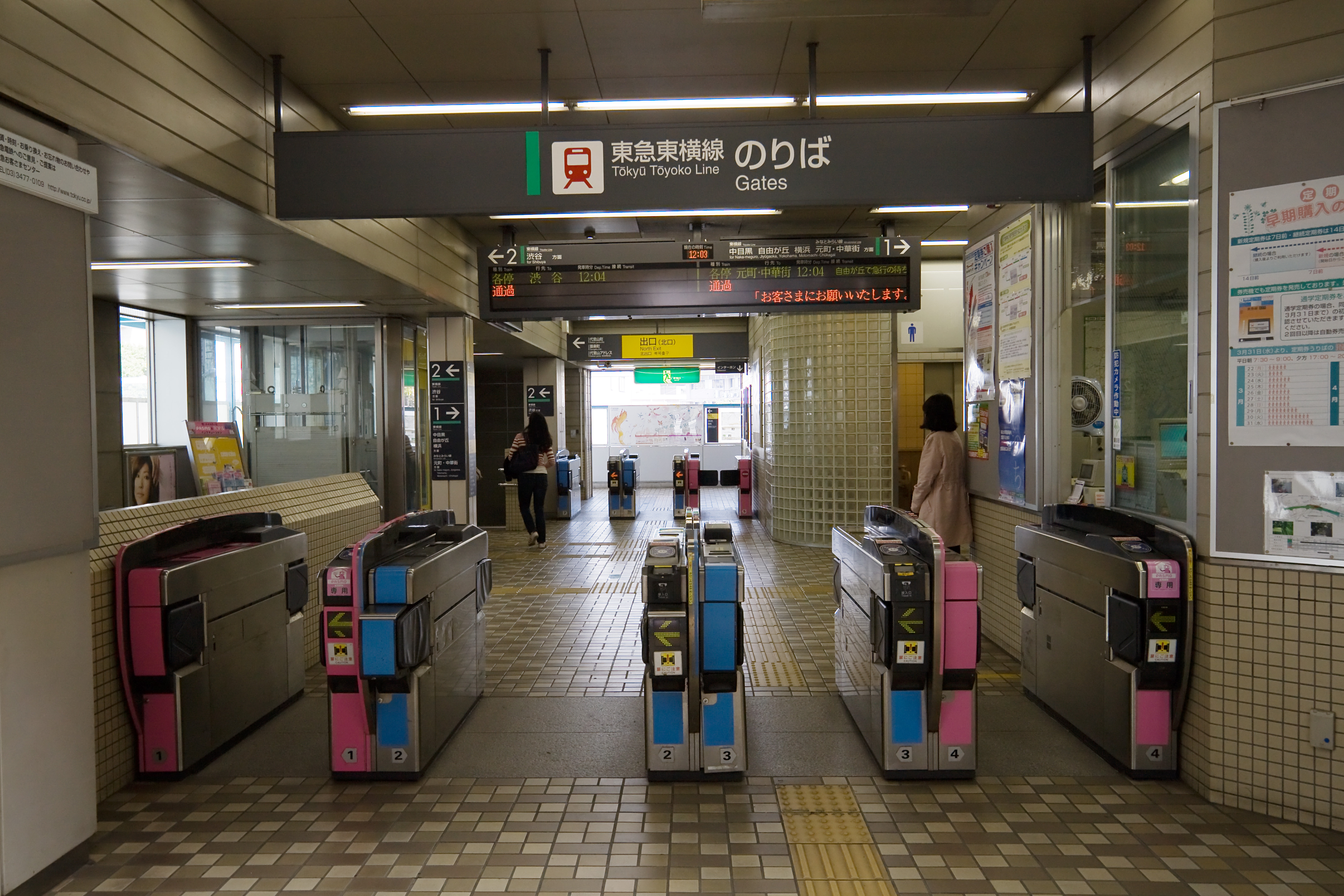
正面口、西口、東口方向剪票口（2010年3月20日）
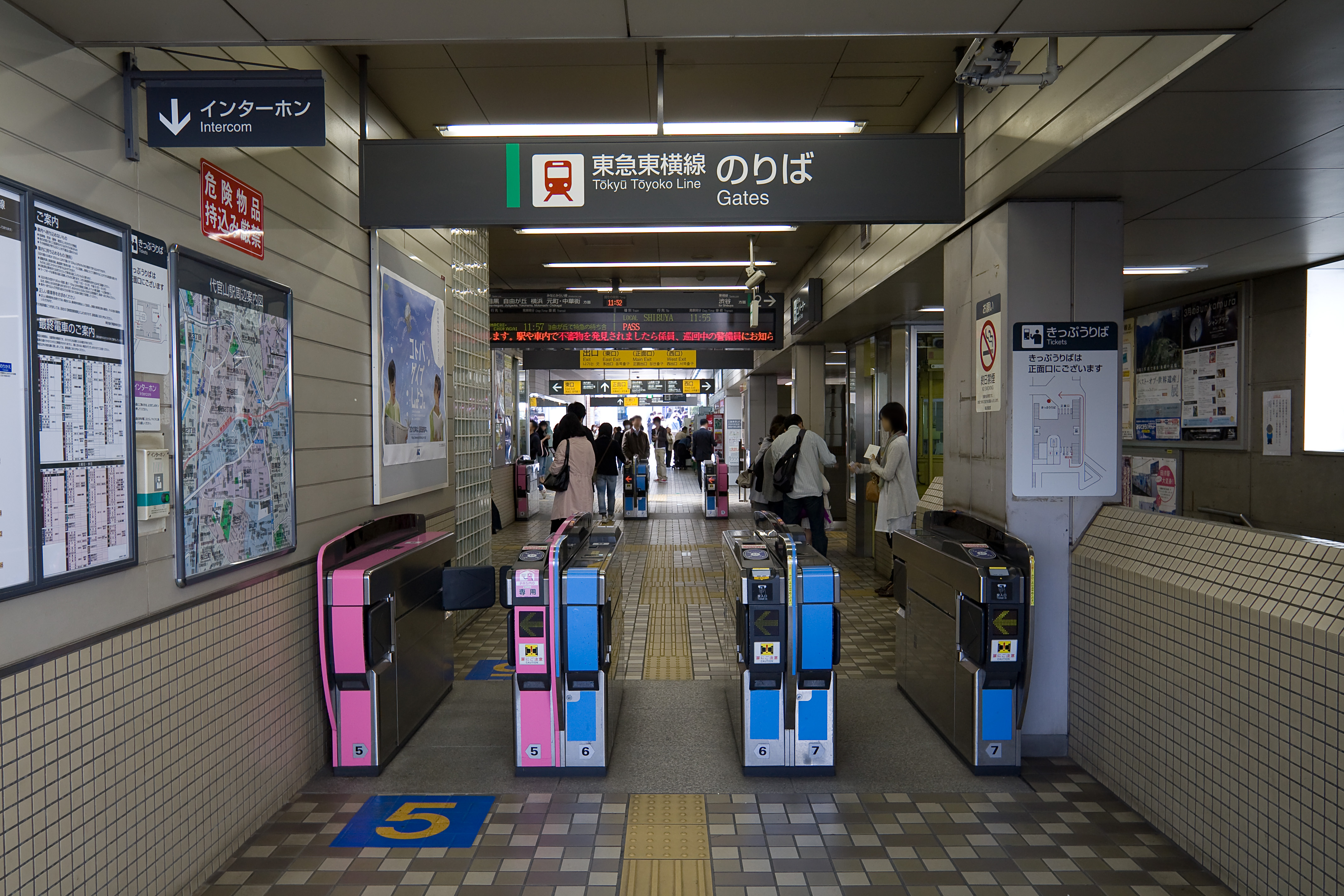
北口剪票口 （2010年3月20日）
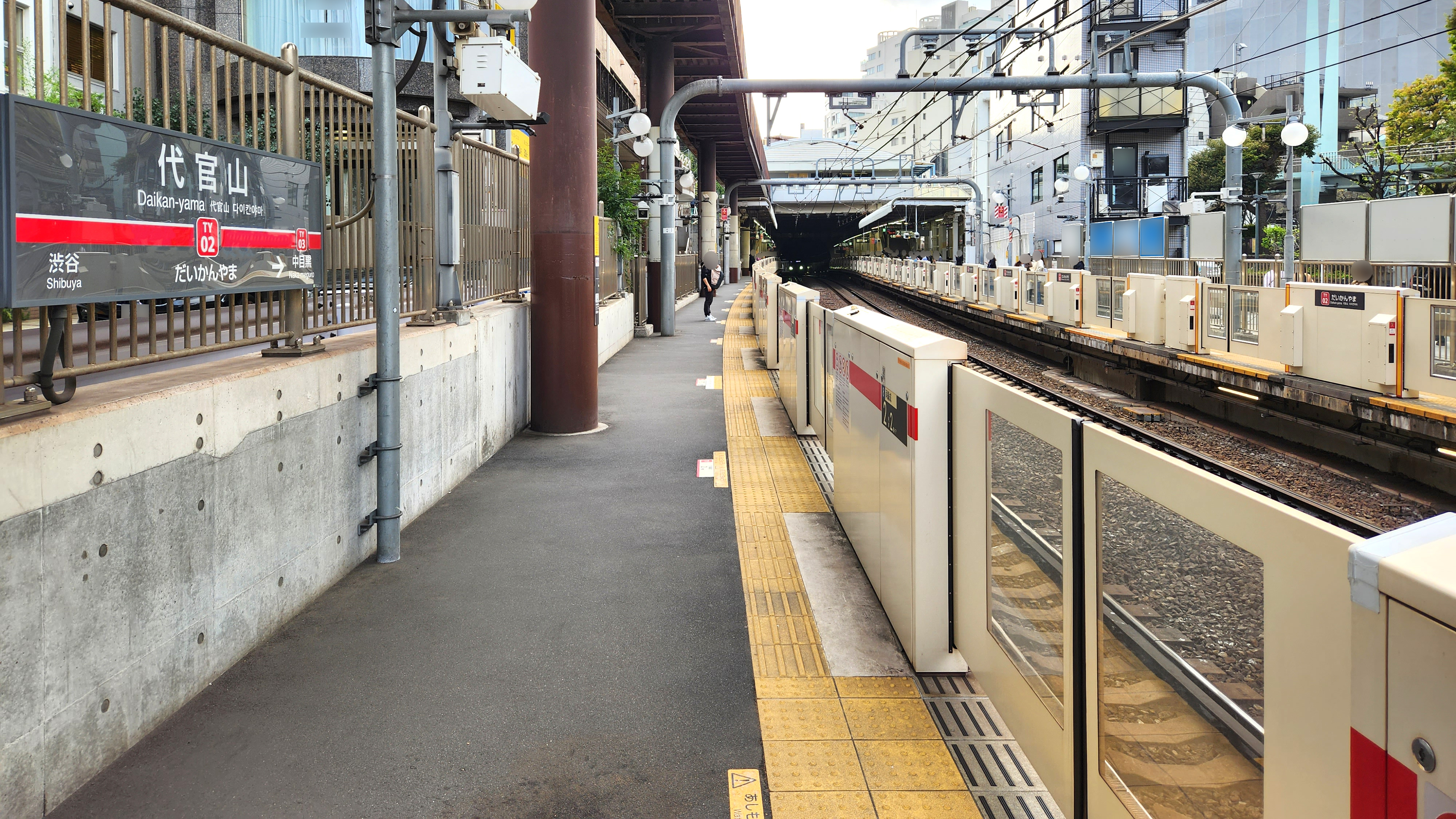
月台（2023年4月2日）

### 改建工程

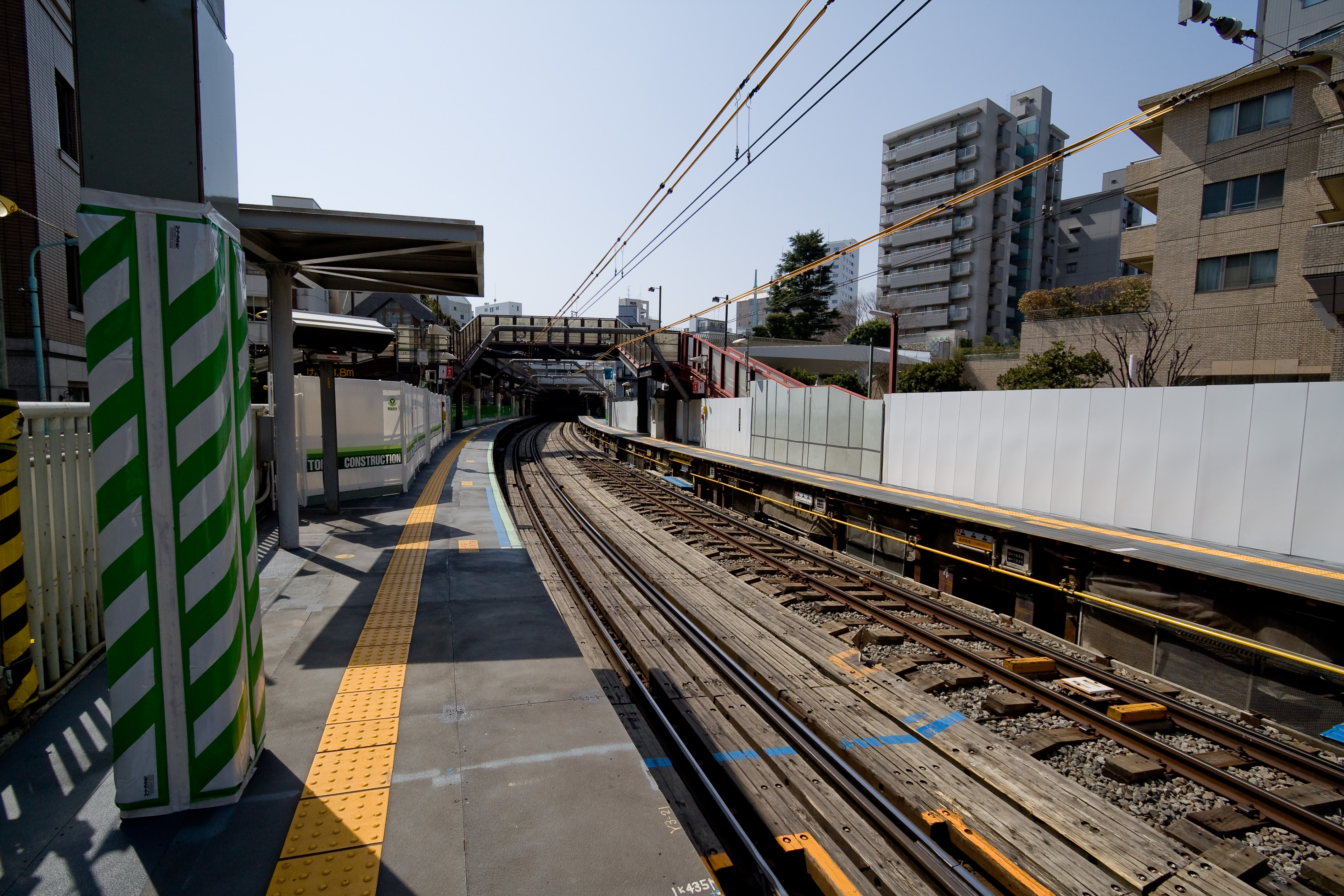
月台（2010年3月20日）
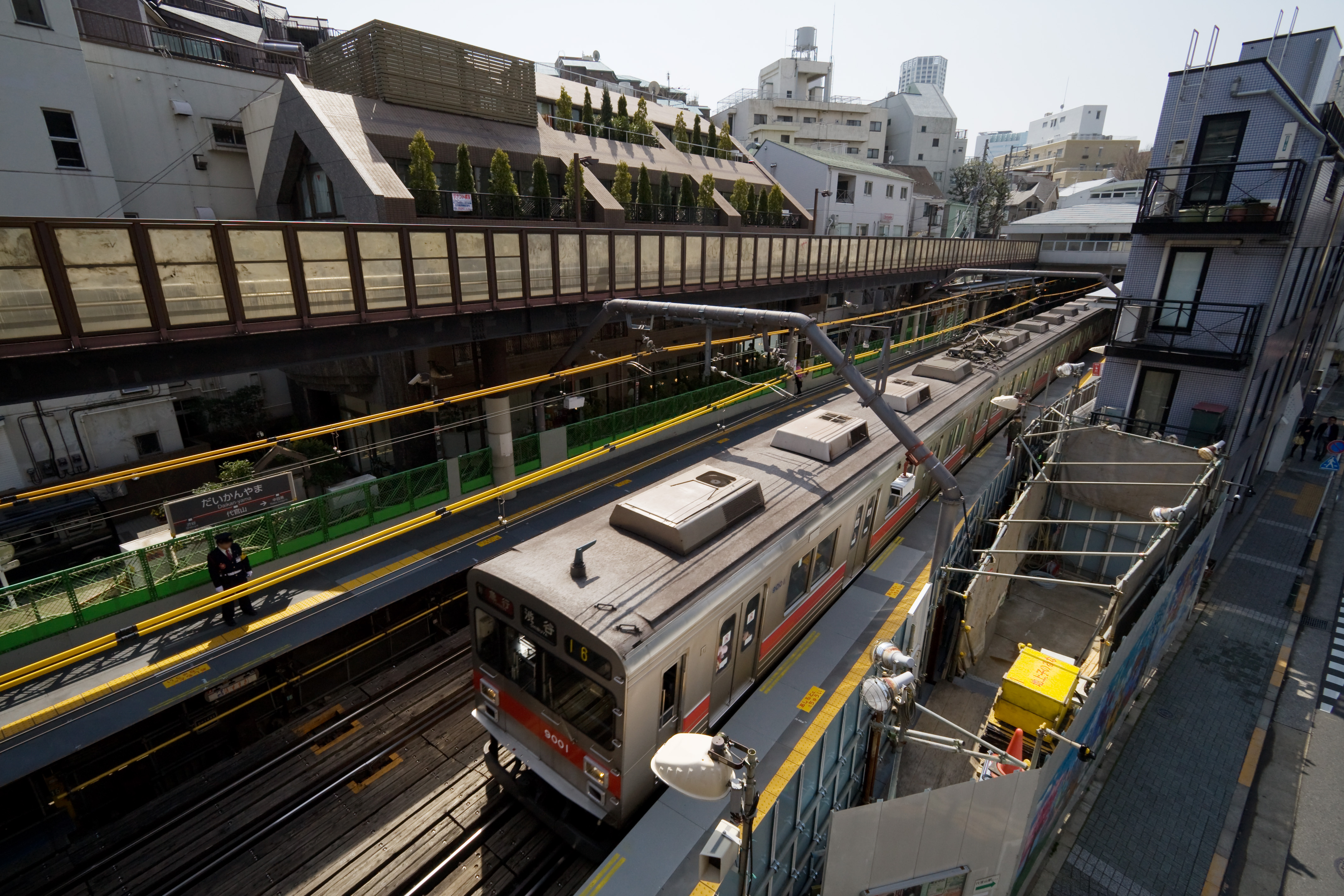
通過上行月台的急行電車（2010年3月20日）
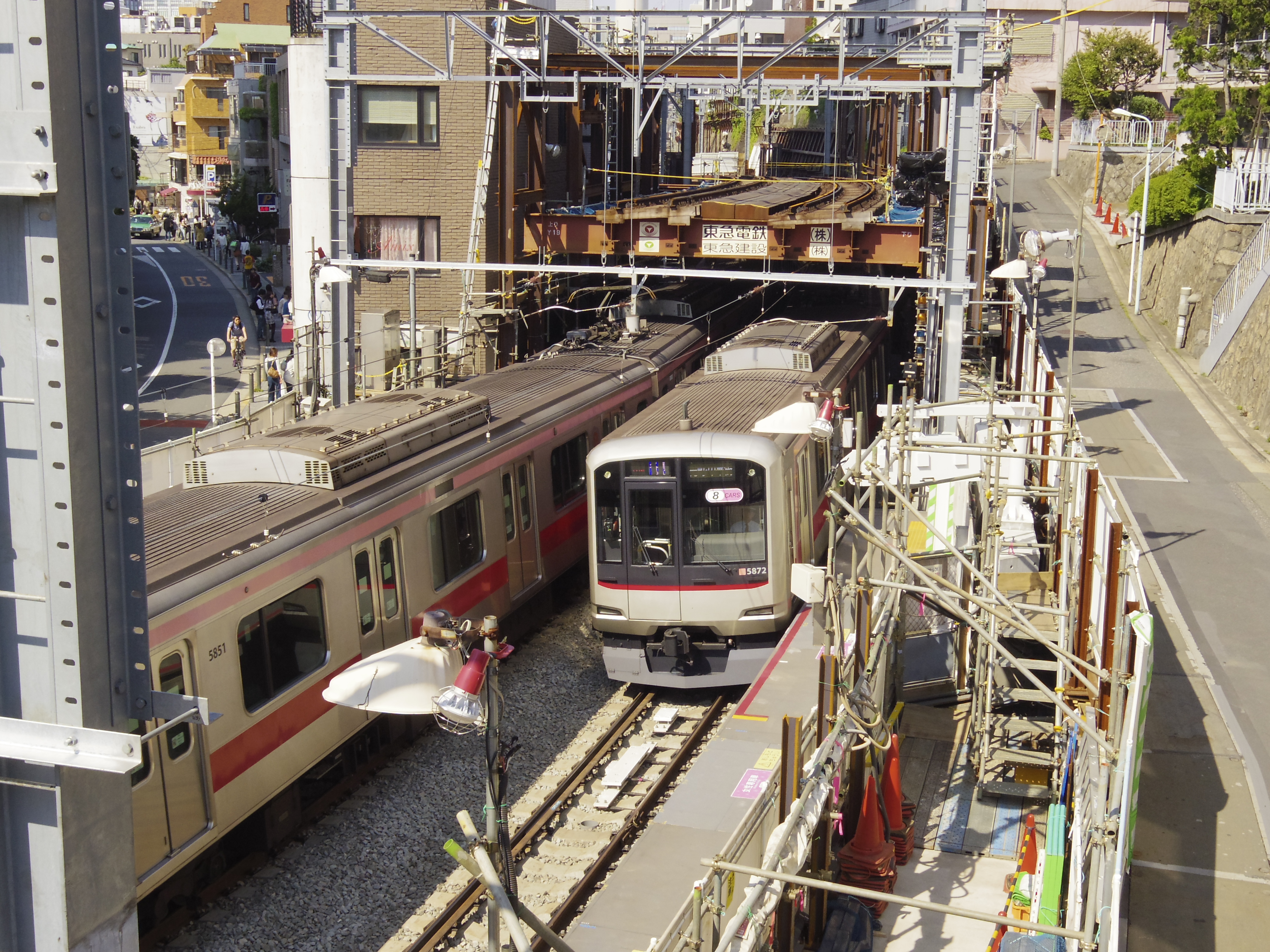
上行線路切換前的改建後線路（2013年4月28日）

## 使用情況
2016年度1日平均上下車人次為32,078人。
近年1日平均上下車人次和上車人次如下表。
| 年度               | 1日平均 上下車人次 | 1日平均 上車人次 | 來源     |
| ------------------ | ------------------ | ---------------- | -------- |
| 1990年（平成02年） |                    | 6,690            | [ * 1 ]  |
| 1991年（平成03年） |                    | 7,380            | [ * 2 ]  |
| 1992年（平成04年） |                    | 7,748            | [ * 3 ]  |
| 1993年（平成05年） |                    | 8,197            | [ * 4 ]  |
| 1994年（平成06年） |                    | 8,710            | [ * 5 ]  |
| 1995年（平成07年） |                    | 8,932            | [ * 6 ]  |
| 1996年（平成08年） |                    | 9,192            | [ * 7 ]  |
| 1997年（平成09年） |                    | 9,614            | [ * 8 ]  |
| 1998年（平成10年） |                    | 10,241           | [ * 9 ]  |
| 1999年（平成11年） |                    | 10,937           | [ * 10 ] |
| 2000年（平成12年） |                    | 12,258           | [ * 11 ] |
| 2001年（平成13年） |                    | 13,548           | [ * 12 ] |
| 2002年（平成14年） | 28,311             | 12,940           | [ * 13 ] |
| 2003年（平成15年） | 26,744             | 12,251           | [ * 14 ] |
| 2004年（平成16年） | 24,562             | 11,570           | [ * 15 ] |
| 2005年（平成17年） | 24,168             | 11,558           | [ * 16 ] |
| 2006年（平成18年） | 24,154             | 11,553           | [ * 17 ] |
| 2007年（平成19年） | 24,676             | 11,713           | [ * 18 ] |
| 2008年（平成20年） | 24,797             | 11,756           | [ * 19 ] |
| 2009年（平成21年） | 24,259             | 11,526           | [ * 20 ] |
| 2010年（平成22年） | 23,596             | 11,210           | [ * 21 ] |
| 2011年（平成23年） | 24,903             | 11,868           | [ * 22 ] |
| 2012年（平成24年） | 28,693             | 13,642           | [ * 23 ] |
| 2013年（平成25年） | 29,483             | 14,145           | [ * 24 ] |
| 2014年（平成26年） | 30,171             | 14,491           | [ * 25 ] |
| 2015年（平成27年） | 32,420             | 15,563           | [ * 26 ] |
| 2016年（平成28年） | 32,078             |                  |          |

## 車站周邊
代官山在1990年代起與青山、原宿並列為時尚之街。服裝店等時尚相關商店以及由設計師打造的咖啡廳、餐廳等聚集於此。
與澀谷站之間的東橫線地下化（前述）用地，東急集團已宣布將打造由店鋪、辦公室、飯店、保育所、澀谷川步道等組成的「澀谷代官山Ｒ計畫」。
- 代官山Address（日语：代官山アドレス）
- LOG ROAD DAIKANYAMA（日语：LOG ROAD DAIKANYAMA）
- 代官山蔦屋書店
- 澀谷代官山郵便局
- 瑞穗銀行研修會館
- NTT澀谷大廈
- 島田屋（日语：シマダヤ）本社
- 日本銀行目黑分館
- 澀谷區立運動廣場
- SHOP ARANZI ARONZO（日语：アランジアロンゾ）東京代官山店
- HILLSIDE TERRACE（日语：ヒルサイドテラス）
- 產業能率大學代官山校區
- 東京都立第一商業高等學校（日语：東京都立第一商業高等学校）
- 代官山東急公寓
- 猿樂古代住居跡公園
- 西鄉山公園（日语：西郷山公園）
- 菅刈公園（日语：菅刈公園）
- 丹麥駐日大使館
- 埃及駐日大使館（日语：駐日エジプト大使館）
- 塞內加爾駐日大使館
- 幾內亞駐日大使館
- 馬來西亞駐日大使館
- 利比亞人民辦事處（駐日大使館）
- 阿拉伯聯合大公國駐日大使館

## 巴士路線
代官山站
- 澀谷區社區巴士「八公巴士（日语：ハチ公バス）」
  - <夕燒小燒路線> 經鉢山町交番、澀谷站西口往澀谷區役所（日语：渋谷区役所）（東急（日语：東急バス淡島営業所））

代官山站入口
- 東急巴士、東急TRANSSES（日语：東急トランセ）
  - <澀71> 經並木橋往澀谷站東口 / 經祐天寺（日语：祐天寺）、清水庚申（日语：東急バス目黒営業所）往洗足站（東急）
  - <TRANSSES> 經乘泉寺往代官山循環、澀谷站 （東急TRANSSES）

## 站名由來
設站當時，以當地地名東京府豐多摩郡澀谷町大字下澀谷字代官山命名。

## 相鄰車站
東急電鐵
 東橫線
■特急、□通勤特急、■急行
通過
■各站停車
澀谷（TY01）－代官山（TY02）－中目黑（TY03）

## 外部連結
- 代官山（各站資訊） - 東急電鐵